# Thailand Champions Cup 2020
Der Thailand Champions Cup 2020, aus Sponsorengründen auch als Omsin Thailand Champions Cup bekannt, war die vierte offizielle Ausspielung des Wettbewerbs und wurde am 2. Februar 2020 zwischen dem thailändischen Meister Chiangrai United sowie dem FA Cup Sieger Port FC ausgetragen. Das Spiel fand im SCG Stadium in Pak Kret statt. Chiangrai United gewann das Spiel vor 6044 Zuschauern mit 2:0. Die Tore für Chiangrai erzielten der Südkoreaner Lee Yong-rae in der 51. Minute und Chaiyawat Buran in der 55. Minute.

## Spielstatistik
| Paarung          | Chiangrai United – Port FC |
| Ergebnis         | 2:0 (0:0) |
| Datum            | 2. Februar 2020 um 19:00 Uhr |
| Stadion          | SCG Stadium, Pak Kret |
| Zuschauer        | 6.044 |
| Schiedsrichter   | Torpong Somsing |
| Tore             | 1:0 Lee Yong-rae (51.) 2:0 Chaiyawat Buran (55.) |
| Chiangrai United | Apirak Woravong – Brinner, Chotipat Poomkeaw (65. Akarawin Sawasdee), Suriya Singmui, Sarawut Inpaen, Shinnaphat Leeaoh (86. Tanasak Srisai) – Phitiwat Sukjitthammakul , Lee Yong-rae, Siwakorn Tiatrakul, Chaiyawat Buran (72. Sanukran Thinjom) – Bill Cheftrainer: Masami Taki ( Japan) |
| Port FC          | Worawut Srisupha – Elias Dolah, Martin Steuble, David Rochela , Nitipong Selanon – Pakorn Prempak (61. Bordin Phala), Go Seul-ki, Siwakorn Chakkuprasart (74. Chenrop Samphaodi) – Sergio Suárez, Adisak Kraisorn (46. Tanasith Siripala), Heberty Cheftrainer: Choketawee Promrut          |
| Gelbe Karten     | Lee Yong-rae (33.), Chotipat Poomkeaw (66.), Sarawut Inpaen (82.), Sivakorn Tiatrakul (90.), Sanukran Thinjom (90.+3') – David Rochela (20.), Sergio Suárez (32.), Elias Dolah (45.+1'), Heberty (82.)                                                                                      |

### Auswechselspieler
| Auswechselspieler | Auswechselspieler |
| --- | --- |
| Chiangrai United | Port FC |
| - Saranon Anuin - Tanasak Srisai ▲ (86.) - Piyaphon Phanichakul - Sanukran Thinjom ▲ (72.) - Somkid Chamnarnsilp - Thirayu Banhan - Gionata Verzura - Mailson - Akarawin Sawasdee ▲ (65.) | - Rattanai Songsangchan - Todsapol Lated - Athibordee Atirat - Jaturapat Sattham - Bordin Phala ▲ (61.) - Tanasith Siripala ▲ (46.) - Kanarin Thawornsak - Sansern Limwattana - Chenrop Samphaodi ▲ (74.) |